# Parapoynx vittalis
Parapoynx vittalis is een vlinder uit de familie van de grasmotten (Crambidae), uit de onderfamilie van de Acentropinae. De wetenschappelijke naam van deze soort is voor het eerst gepubliceerd in 1864 door Otto Bremer.

## Verspreiding
De soort komt voor in Rusland, China, Zuid-Korea en Japan.

## Waardplanten
De rups leeft op Oryza sativa, Alopecurus aequalis en Potamogeton polygonifolius.